# Aseirba caudata
Aseirba caudata är en stekelart som beskrevs av Peter Cameron 1884.
Aseirba caudata ingår i släktet Aseirba och familjen sköldlussteklar. Inga underarter finns listade i Catalogue of Life.